# Jules Tannery
Pour les articles homonymes, voir Tannery.
Jules Tannery, né le 24 mars 1848 et mort le 11 décembre 1910, est un mathématicien français qui a notamment eu pour professeur Charles Hermite et a été le conseiller de thèse de Jacques Hadamard. À l'École normale supérieure, il rencontre Edmond Bouty et Benjamin Baillaud avec lesquels s'engage une amitié qui les suit tout au long de leur vie. Il est le père de Jean Tannery, et le frère cadet de l'historien des sciences Paul Tannery.

## Biographie
Il reçoit un doctorat en 1874 pour sa thèse : Propriétés des intégrales des équations différentielles linéaires à coefficients variables.
Il découvre une surface de quatrième ordre dont toutes les lignes géodésiques sont algébriques. Il n'est pas un inventeur, mais essentiellement un critique et un méthodologiste. D'après lui, « Les mathématiciens sont tellement habitués à leurs symboles et ont tellement de plaisir à jouer avec eux, qu'il est parfois nécessaire de prendre leurs jouets loin d'eux afin de les obliger à penser. »
Il a notamment influencé Paul Painlevé, Jules Drach, et Émile Borel à choisir un cursus scientifique.
Ses efforts sont principalement dirigés vers l'étude des fondements des mathématiques et des idées philosophiques implicites dans la pensée mathématique.